# AaB 89ers 2014
Questa voce raccoglie le informazioni riguardanti gli AaB 89ers nelle competizioni ufficiali della stagione 2014.

## Prima squadra

### Nationalligaen 2014

#### Stagione regolare
| Aalborg 12 aprile 2014, ore 14:00 2ª giornata | AaB 89ers | 26 – 42 referto | Søllerød Gold Diggers | Aab´s anlæg |

| Odense 26 aprile 2014, ore 12:00 3ª giornata | Odense Swans | 10 – 32 referto | AaB 89ers | Hjalleseskolen |

| Aalborg 3 maggio 2014, ore 14:00 4ª giornata | AaB 89ers | 35 – 0 referto | Holbæk Red Devils | Aab´s anlæg |

| Vejle 10 maggio 2014, ore 19:00 5ª giornata | Triangle Razorbacks | 47 – 7 referto | AaB 89ers | Vejle Atletikstadion |

| Aalborg 14 giugno 2014, ore 14:00 8ª giornata | AaB 89ers | 31 – 47 referto | Amager Demons | Aab´s anlæg |

| Herlev 5 luglio 2014, ore 14:00 11ª giornata | Herlev Rebels | 58 – 7 referto | AaB 89ers | Kildegårdsskolen |

| Aalborg 16 agosto 2014, ore 14:00 13ª giornata | AaB 89ers | 0 – 46 referto | Triangle Razorbacks | Aab´s anlæg |

| Nærum 23 agosto 2014, ore 14:00 14ª giornata | Søllerød Gold Diggers | 19 – 0 referto | AaB 89ers | Rundforbi Stadion |

| Holbæk 6 settembre 2014, ore 14:00 16ª giornata | Holbæk Red Devils | 16 – 32 referto | AaB 89ers | Arena Holbæk |

| Aalborg 13 settembre 2014, ore 14:00 17ª giornata | AaB 89ers | 21 – 0 referto | Herlev Rebels | Aab´s anlæg |

#### Playout
| Aalborg 21 settembre 2014, ore 14:00 1º turno playout | AaB 89ers | 50 – 0 (a tavolino) referto | Odense Swans | Aab´s anlæg |

### Statistiche di squadra
| Competizione      | %Vittorie | In casa | In casa | In casa | In casa | In casa | In casa | In trasferta | In trasferta | In trasferta | In trasferta | In trasferta | In trasferta | Totale | Totale | Totale | Totale | Totale | Totale |
| Competizione      | %Vittorie | G       | V       | N       | P       | Pf      | Ps      | G            | V            | N            | P            | Pf           | Ps           | G      | V      | N      | P      | Pf     | Ps     |
| ----------------- | --------- | ------- | ------- | ------- | ------- | ------- | ------- | ------------ | ------------ | ------------ | ------------ | ------------ | ------------ | ------ | ------ | ------ | ------ | ------ | ------ |
| Stagione regolare | .100      | 5       | 2       | 0       | 3       | 113     | 135     | 5            | 2            | 0            | 3            | 78           | 150          | 10     | 4      | 0      | 6      | 191    | 285    |
| Playout           | 1.000     | 1       | 1       | 0       | 0       | 50      | 0       | 0            | 0            | 0            | 0            | 0            | 0            | 1      | 1      | 0      | 0      | 50     | 0      |
| Totale            | .364      | 6       | 3       | 0       | 3       | 163     | 135     | 5            | 2            | 0            | 3            | 78           | 150          | 11     | 4      | 0      | 7      | 241    | 285    |

## Seconda squadra

### Danmarksserien 2014

#### Stagione regolare
| Aalborg 20 aprile 2014, ore 14:00 2ª giornata | AaB 89ers II | 0 – 50 (a tavolino) referto | Skanderborg Mad Dashers | Aab´s anlæg |

| Odense 26 aprile 2014, ore 15:00 3ª giornata | Odense Swans II | 50 – 0 (a tavolino) referto | AaB 89ers II | Hjalleseskolen |

| Aalborg 11 maggio 2014, ore 14:00 5ª giornata | AaB 89ers II | 0 – 50 (a tavolino) referto | Midwest Musketeers | Aab´s anlæg |

| Aalborg 18 maggio 2014, ore 14:00 6ª giornata | AaB 89ers II | 0 – 50 (a tavolino) referto | Triangle Razorbacks II | Aab´s anlæg |

| Ringkøbing-Skjern 31 maggio 2014, ore 14:00 8ª giornata | Skjern Trojans | 50 – 0 (a tavolino) referto | AaB 89ers II | Stauning Skole |

| Aalborg 9 giugno 2014, ore 14:00 9ª giornata | AaB 89ers II | 0 – 50 referto | Middelfart Stingers | Aab´s anlæg |

| Skanderborg 29 giugno 2014, ore 14:00 12ª giornata | Skanderborg Mad Dashers | 50 – 0 (a tavolino) referto | AaB 89ers II | Vorladegård IF |

| Vejle 10 agosto 2014, ore 15:00 14ª giornata | Triangle Razorbacks II | 50 – 0 (a tavolino) referto | AaB 89ers II | Kirkebakkehallen |

| Viborg 24 agosto 2014, ore 14:00 16ª giornata | Midwest Musketeers | 50 – 0 (a tavolino) referto | AaB 89ers II | Vestervang Skole |

| Aalborg 7 settembre 2014, ore 14:00 18ª giornata | AaB 89ers II | 0 – 50 (a tavolino) referto | Skjern Trojans | Aab´s anlæg |

### Statistiche di squadra
| Competizione      | %Vittorie | In casa | In casa | In casa | In casa | In casa | In casa | In trasferta | In trasferta | In trasferta | In trasferta | In trasferta | In trasferta | Totale | Totale | Totale | Totale | Totale | Totale |
| Competizione      | %Vittorie | G       | V       | N       | P       | Pf      | Ps      | G            | V            | N            | P            | Pf           | Ps           | G      | V      | N      | P      | Pf     | Ps     |
| ----------------- | --------- | ------- | ------- | ------- | ------- | ------- | ------- | ------------ | ------------ | ------------ | ------------ | ------------ | ------------ | ------ | ------ | ------ | ------ | ------ | ------ |
| Stagione regolare | .000      | 5       | 0       | 0       | 5       | 0       | 250     | 5            | 0            | 0            | 5            | 0            | 250          | 10     | 0      | 0      | 10     | 0      | 500    |
| Totale            | .000      | 5       | 0       | 0       | 5       | 0       | 250     | 5            | 0            | 0            | 5            | 0            | 250          | 10     | 0      | 0      | 10     | 0      | 500    |